# Верхняки
Верхняки́ —  село в Україні, у Миролюбненській сільській громаді Хмельницького району Хмельницької області. Населення становить 421 особа на 2021 рік. До 2020 орган місцевого самоврядування — Миролюбненська сільська рада.

## Населення

### Мова
Розподіл населення за рідною мовою за даними перепису 2001 року:
| Мова       | Кількість | Відсоток |
| ---------- | --------- | -------- |
| українська | 542       | 99.63%   |
| російська  | 2         | 0.37%    |
| Усього     | 544       | 100%     |